# Чизлаго
Чизла̀го (на италиански: Cislago; на ломбардски: Cislagh, Чизлаг) е град и община в Северна Италия, провинция Варезе, регион Ломбардия. Разположен е на 237 m надморска височина. Населението на общината е 10 391 души (към 2017 г.).